# Yulin (Shaanxi)
Yulin (xinès: 榆林; pinyin: Yúlín) és una ciutat a nivell de prefectura a la regió de Shanbei de la província de Shaanxi, a la República Popular de la Xina. Limita amb Mongòlia Interior al nord, Shanxi a l'est i Ningxia a l'oest. Té una àrea administrativa de 43.578 km² i segons el cens xinès del 2020 tenia 3.634.750 habitants.

## Clima
Yulin té un clima semiàrid continental, influït pel monsó (Köppen BSk), amb hiverns molt freds i força llargs i estius calorosos i una mica humits. Les mitjanes mensuals oscil·len entre -8,7 °C i 23,7 °C al juliol, i la mitjana anual és de 8,78 °C. La primavera és especialment propensa a les tempestes de sorra que bufen des del nord-oest. Només hi ha 383 mm de precipitació anualment, el 73% dels quals es produeix de juny a setembre. A causa de l'aridesa, la variació de temperatura diürna és gran durant la major part de l'any, amb una mitjana anual de 13,3 °C. La ciutat rep 2.780 hores de sol anualment.